# 미국의 헌법
미국 헌법(Constitution of the United States)은 미국의 최고 헌법이다. 미국에서 헌법이란 성문헌법인 헌법전과 불문헌법인 판례법을 포함한 소위 헌법률을 의미한다. 미국은 연방정부와 주정부로 구성한 연방국가이므로 연방헌법 이외 각 주는 주헌법이 따로 있다.
1787년 5월 25일에서 9월 17일까지 펜실베이니아주 필라델피아에서 열린 필라델피아 제헌회의(헌법회의, Constitutional Convention)를 기원으로 하여, 1789년 13개 주에서 '인민'(the People)의 이름으로 비준한 미국 헌법은 총 7개 조이며, 1969년 7월까지 26회 수정해서 현재 50개 주 정치의 규범이 되었다. 헌법 첫 3개 조는 연방정부를 3개 부로 구성하는 권력 분립의 원리를 기술하고 있다. 제4조는 각 주의 권리와 의무, 주 사이 관계를 기술한다. 제5조는 헌법 개정의 절차를 규정하며, 제6조는 연방 최고 법으로서 헌법의 위치를 규정하고 있다. 제7조는 헌법의 비준과 효력의 발휘에 관한 사항을 정한다.
헌법은 미국법과 정치, 문화에서 중심을 차지한다. 미국 헌법은 1600년 산마리노 법을 빼면 가장 오래된 국가의 헌법이다. 산마리노 법은 이게 헌법인지에 관해 학자들 사이 논쟁이 있다. 미국 헌법의 정식 사본은 워싱턴 특별구에 있는 미국립공문서기록관리국(United States National Archives and Records Administration, 통칭 NARA)에 전시되어 있다.

## 역사

### 초안과 비준의 요구
1776년 각 식민지 대표로 구성된 대륙 회의가 미국독립선언을 하고, 공화정을 채택하여 13개 연방이 탄생했다. 이들이 소위 독립 시의 13개 주이다. 1781년에 영국과의 독립전쟁을 승리한 미국 각 주의 대표자들은 연합 규약(혹은 연방헌장, Articles of Confederation, 1781년~1788년)을 채택하였다. 연합 규약은 각 주의 대표로 구성되는 연방의회(Confederation Congress)를 설치하는 등 주 상호간의 정치적 유대관계를 강화하기 위하여 제정되었다. 1785년 9월 5개 주에서 온 위원들은 애너폴리스 헌법회의에서 만나 상업을 증진시킬 연방조항의 조정에 대해 토론했다. 그들은 각 주 대표의 소집해 필라델피아로 연방정부의 역할 증진을 토의했다. 이 논의 뒤에 1786년 2월 21일 연방 회의(Congress of the Confederation)는 연방조항을 개정하는 계획에 서명했다. 12개 주는(로드아일랜드가 유일한 예외) 이 초정을 받아들여 1787년 5월에 대표를 보냈다. 소집된 회의의 목적은 연방조항의 수정이었으나 회의에서는 아예 헌법을 다시 쓰기를 제안했다. 필라델피아 헌법 제정 회의는 비밀리에 숙고하기로 결정하고 새로운 기본적인 정부를 설계하기로 결정했다. 마침내 13개 주 중 9개주가 새 정부가 효력을 발휘하는 것에 대해 비준하였다.(효력은 서명한 9개 주에만 적용됨)

### 필라델피아 헌법회의에서의 작업
버지니아 안은 헌법에 대한 비공식적인 토의로 주로 제임스 매디슨이 초안하였다. 계획에서 큰 주의 이익에 중점이 두어졌고 다음과 같은 점이 제안되었다.
- 하원과 상원의 강력한 양원제
- 입법부가 뽑는 행정부 (대통령)
- 사법부는 평생 임기에 권력이 약함
- 국가 의회가 주 법률에 대해 거부권을 행사할 수 있음

또 다른 제안이었던 윌리엄 패터슨의 뉴저지 안은 각 주에 동등한 비중을 두었기에 작은 주들이 지지하였다. 코네티컷의 로저 셔먼은 대타협을 중재했는데, 이에 따라 하원은 주민을 대표하고 상원은 주를 대표하고 대통령은 정예의 선거인단에 의해 선출이 결정되었다. 노예제도에 대해서는 명확한 언급은 없었지만 5분의 3인 노예는 각 주의 인구로 집계되어 하원의 비율을 정하는 데 사용되었다. 도망한 노예는 되돌아가도록 결정되었다.

### 비준
|      | 날짜             | 연방                  | 투표 | 투표 |
| 찬성 | 날짜             | 연방                  | 반대 |      |
| ---- | ---------------- | --------------------- | ---- | ---- |
| 1    | 1787년 12월 7일  | 델라웨어 연방         | 30   | 0    |
| 2    | 1787년 12월 12일 | 펜실베이니아 연방     | 46   | 23   |
| 3    | 1787년 12월 18일 | 뉴저지 연방           | 38   | 0    |
| 4    | 1788년 1월 2일   | 조지아 연방           | 26   | 0    |
| 5    | 1788년 1월 9일   | 코네티컷 연방         | 128  | 40   |
| 6    | 1788년 2월 6일   | 매사추세츠 연방       | 187  | 168  |
| 7    | 1788년 4월 28일  | 메릴랜드 연방         | 63   | 11   |
| 8    | 1788년 5월 23일  | 사우스캐롤라이나 연방 | 149  | 73   |
| 9    | 1788년 6월 21일  | 뉴햄프셔 연방         | 57   | 47   |
| 10   | 1788년 6월 25일  | 버지니아 연방         | 89   | 79   |
| 11   | 1788년 7월 26일  | 뉴욕 연방             | 30   | 27   |
| 12   | 1789년 11월 21일 | 노스캐롤라이나 연방   | 194  | 77   |
| 13   | 1790년 5월 29일  | 로드아일랜드 연방     | 34   | 32   |

1787년 9월 17일 새 헌법 초안이 필라델피아 연방 회의에서 완성된 후 벤저민 프랭클린은 모든 주가 비준해줄 것을 호소했다. 새 헌법이 발효되기 위해서는 최소 9개(13의 2/3)의 연방이 비준을 해야 했다. 여러 주에서 비준을 둘러싸고 격렬한 논쟁이 이루어졌고 특히 뉴욕주에서 반대 의견이 강했다. 알렉산더 해밀턴은 이 상황에 위기감을 가지고 매디슨 등과 협력하여 약 7개월 동안 매주 신문에 익명으로 헌법 초안을 옹호하는 글을 계속 발표했다. 이것이 나중에 정리된 것이 더 페더럴리스트이다. 새 헌법이 1789년 3월 4일 발효되었고  수정안 권리 장전(Bill of Rights)이 1791년 12월 15일 발효되었다.

## 주요 내용

### 제정 목적
1. 완전한 미국 연방의 형성
2. 정의의 구현
3. 국내평안의 확보
4. 공동방위체 구축
5. 국민복지의 증진
6. 자유의 보장

### 전문
We the People of the United States, in Order to form a more perfect Union, establish Justice, insure domestic Tranquility, provide for the common defense, promote the general Welfare, and secure the Blessings of Liberty to ourselves and our Posterity, do ordain and establish this Constitution for the United States of America.

(우리들 미국의 사람은 보다 완벽한 연방을 형성하고, 정의를 수립하고, 국내의 평온을 지키고 국방을 제공하여 일반 복지를 증진하고, 우리와 자손들에게 자유가 가져 오는 혜택을 확보하고자 하는 목적을 가지고, 미국을 위해, 이 헌법을 제정한다.)

전문에는 미국 헌법이 13개 연방의 주권을 제한하고, 미국이 13 연방의 연합체가 아니라 그들을 합방한 통일 국가임을 선언했다. 또한 국민의 안전과 국방 등 해당 헌법을 제정하는 목적이 열거되어 있다

### 제1조
제1조는 정부의 입법부 즉 미국 의회를 정의하고 있다. 여기에는 하원과 상원이 포함되어 상하 양원의 의원 선출 방법과 자격에 대해 규정하고 있다. 또한 의회에서 토론의 자유를 보장하고, 이기적인 행동을 제한하고, 입법의 방법을 설명하고, 또한 입법부의 권한을 나타내고 있다. 제1조 제8절에 나열된 권한이 입법부의 권한인지에 대한 논란이 있었다. 이러한 권한은 본래 행정부 또는 사법부의 권한으로 생각하고 있었지만, 의회에 분명히 인정받은 것으로 열거된 바와 같이 해석될 수 있다. 이 해석은 또한 상업 조항과 필요한 적절한 조항의 넓은 정의에서 지지를 받고 있다. 열거된 권한에 관한 논의는 1819년 맥컬록 대 메릴랜드주 사건에 대해 미국 연방 대법원의 판결까지 거슬러 올라갈 수 있다. 마지막으로, 이 판결은 연방 의회와 주 의회의 권한을 제한하고 있다.
(수정 헌법 14조, 16조, 17조, 20조에 따라 일부 수정)
제6절 2항의 규정에 "상원과 하원 의원은 임기 중에 신설 또는 증봉된 미국의 공무원 직책에 선출된 임기 동안 임명해서는 안된다"는 의원들의 정권 진출에 여러 번 장애가 되었다. 윌리엄 태프트 대통령의 퍼난드 녹스 상원 의원의 국무부 장관 지명과 빌 클린턴 대통령의 로이드 벤첸 주니어 상원 의원의 재무 장관 지명, 그리고 버락 오바마 대통령의 힐러리 클린턴 상원 의원의 국무부 장관 지명, 그리고 케네스 리 살라자 상원 의원의 내무부 장관 임명 시 해당 조직이 각 의원의 임기 동안 증봉되어 취임이 문제가 되었다.

### 제2조
제2조는 행정 기관으로서 대통령부를 언급했고, 대통령의 선출 방법, 자격이 확인되어야 선서와 그 임무의 권한과 의무를 정의하고 있다. 또한 부통령 직에 대해서도 결정하고, 만약 대통령이 집무 불능, 사망 또는 사직한 경우 대통령직을 계승하게 했다. 그러나 이 인수인계가 대행인지, 임기 동안 계속되어야 하는 지에 대해서는 불분명했다. 실제 측면에서, 대통령을 승계하는 것으로 항상 취급되어 왔으며, 수정 헌법 제25조에 의하여 분명한 취임이 결정되었다. 제2조 또한 탄핵 제도와 대통령, 부통령, 판사 등의 공직 추방에 대해서도 정의하고 있다.

### 제3조
제3조는 연방 대법원을 포함한 사법 제도에 대해 정의하고 있다. 미국 대법원이라는 법원이 있어야 하고 존재하지만, 의회는 재량으로 하급 법원을 설립하는 판결과 명령은 대법원에 의해 심사될 수 있다고 정의하고 있다. 각 형법 사건에서는 배심제 재판을 요구하고, 반역을 정의하고 의회에 그 처벌을 결정하도록 요구하고 있다. 또한 연방 법원에서 심리되는 사건의 유형을 결정하고, 그런 경우 대법원이 처음으로 심의(제1심 관할권)와 대법원에서 심의된 다른 사건은 상고할 수 있다고 결정하고 있다.

### 제4조
제4조는 주와 연방 정부의 관계와 주 간의 관계에 대해 정의하고 있다. 예를 들어, 각 주는 다른 주의 공적인 행동, 기록과 재판 진행에서 충분한 신뢰를 둘 것을 요구하고 있다. 의회는 그런 행동 기록과 진행의 증거가 받아 들여지는 방법을 입법화하는 것이 인정되고 있다. ‘특권과 면책권’ 조항은 주정부가 주 주민을 위해 다른 주의 시민을 차별하는 것을 금지하고 있다 (예를 들면, 미시간에서 범죄를 저지르고 유죄판결을 받은 오하이오 주민에게 무거운 처벌을 부과하는 등). 또한 주 간 범죄자 인도와 주 간의 자유로운 이동과 통행에 대한 법적 근거를 주도록 정하고 있다. 오늘날 이 조항은 특히 주 경계 근처에 사는 시민에 의해 당연한 것으로 여져지고 있지만, 연합 규약의 시대는 주 경계를 넘는 것이 매우 고통스럽고, 힘든 행동이었다. 제4조에서는 또한 새로운 주의 창설과 미국에 가맹하는 방법을 정하고 있다. 영토 조항은 의회에 연방 재산을 처분하는 규칙을 만들 권한을 부여하고, 여전히 주가 없는 미국의 영토를 통치하는 권한을 주고 있다. 제4조 제4절에서는 미국이 각 주에 공화국 정권을 지키고 각 주를 침략과 폭력으로부터 보호를 요구하고 있다.

### 제5조
제5조는 헌법 개정의 절차를 규정하고 있는데, 헌법이 개정되려면 제청(propose)과 비준(ratified)의 절차를 거쳐야 한다.
헌법 개정안의 제청 방법으로는 다음 두 가지가 명시되어 있다. 다만, 두번째 방법은 한번도 사용된 선례가 없다.
1. 상원과 하원 각각 3분의 2 이상의 찬성에 의한 개정안 제청
2. 3분의 4 이상(50개 주 중 38개 이상)의 주 의회의 찬성으로 헌법회의를 소집하여 개정안 제청

헌법 개정안이 제청되면, 4분의 3 이상(50개 주 중 38개 이상)의 주에서 비준함으로써 헌법으로서 효력이 발생한다. 헌법 개정안의 비준 방법으로는 다음 두 가지가 명시되어 있다.
1. 주 의회에 의한 비준
2. 주 헌법회의에 의한 비준 : 연방 의회는 주의 비준을 주 의회에서 할 것인지, 주 헌법회의에 의해 할 것인지를 선택해 제의할 수 있다. 주 헌법회의에 의한 비준은 수정 헌법 제21조 때에 이용되었다.

미국 헌법은 그 개정에 있어서 일반 법률의 입법 절차보다 매우 엄격하고 까다로운 절차를 필요로 하는 대표적인 경성 헌법(硬性憲法)이다.

### 제6조
제6조는 헌법과 헌법에 따라 만들어진 미국의 법률과 조약을 국내 최고의 법으로 정의하고 "각 주의 판단은 그들이 기반으로 하는 각 주의 법이나 헌법에 포함된 것도 그들과 충돌하지 않아야 한다"고 하고 있다. 또한 연합 규약 하에서 만들어진 국채를 활성화하고 각 의원, 정부 관리와 판사는 헌법을 지지하는 서약 또는 확인을 해야하는 것으로 정하고 있다. 이것은 주의 헌법과 법률이 연방 헌법과 일치하여야 함을 의미하며, 만약 논란이 있을 경우 주 판사가 주의 헌법이나 법률에 대하여 연방 헌법이나 법률을 상위에 두고 판단하는 것을 법적으로 강제한 것이다. 제6조 또한 "미국에서 어떤 직책도 공적인 기금도 그 자격 갖추기 위해 종교 재판소를 요구해서는 안된다"고 하고 있다.

### 제7조
제7조는 헌법의 비준에 관한 충족 조건을 규정하고 있다. 이 헌법은 적어도 9개의 연방(당시 13개 연방만 존재)이 특히 비준의 목적을 위해 소집된 연방 회의에서 비준될 때까지 효력을 발생하지 않는다고 정의하고 있다.

### 서명
각 주의 대표들이 서명했다.

### 헌법 원문

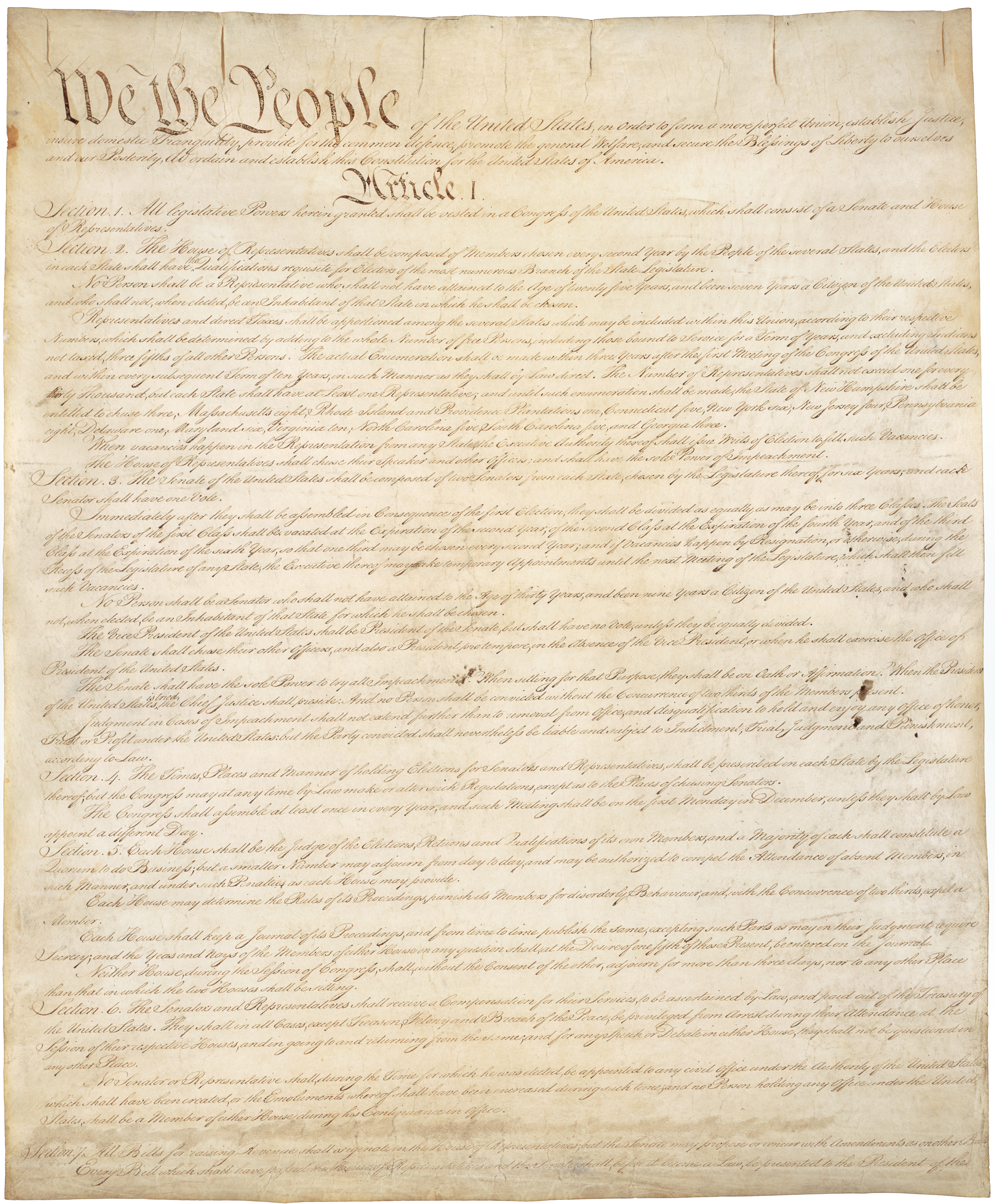
1쪽
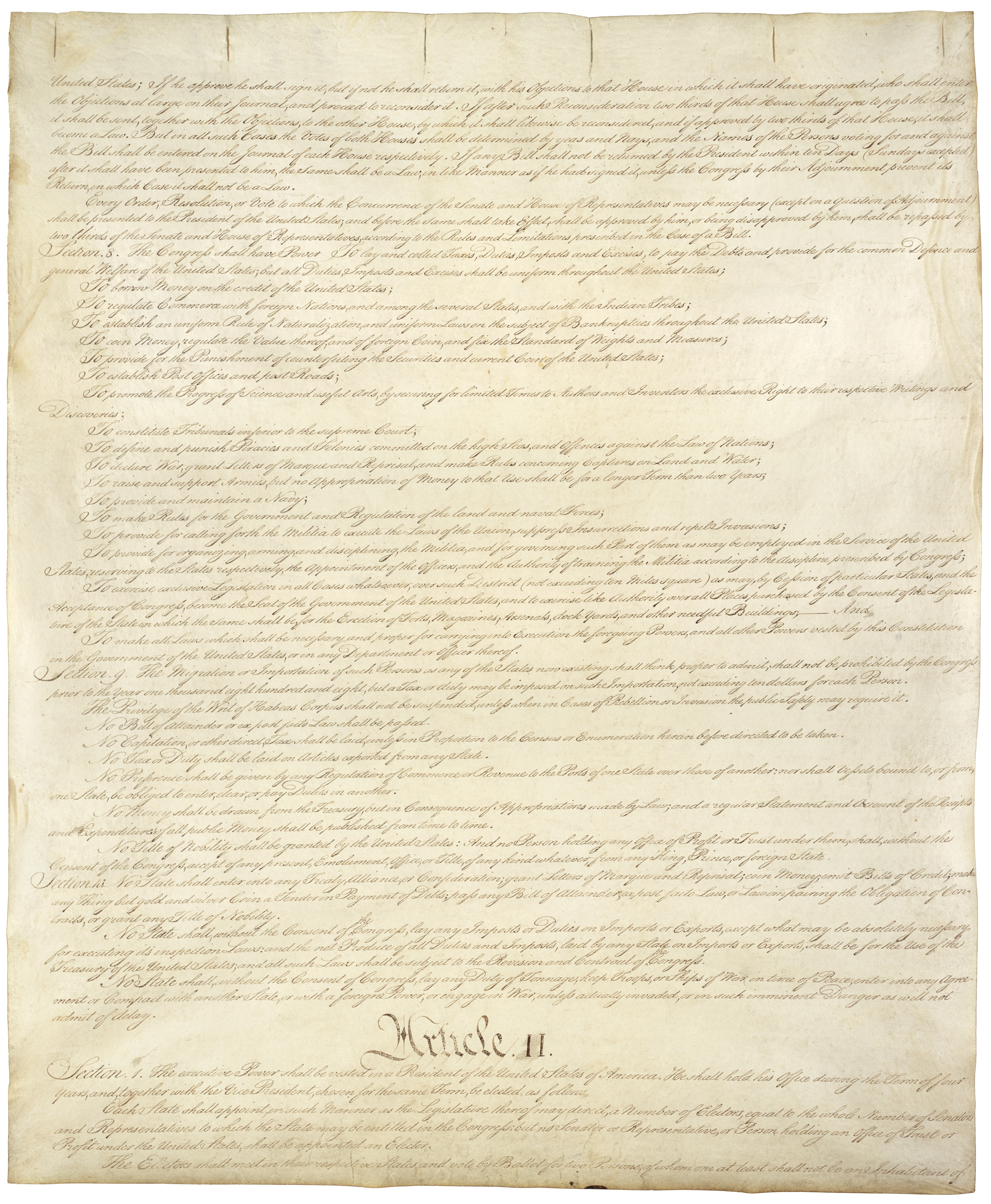
2쪽
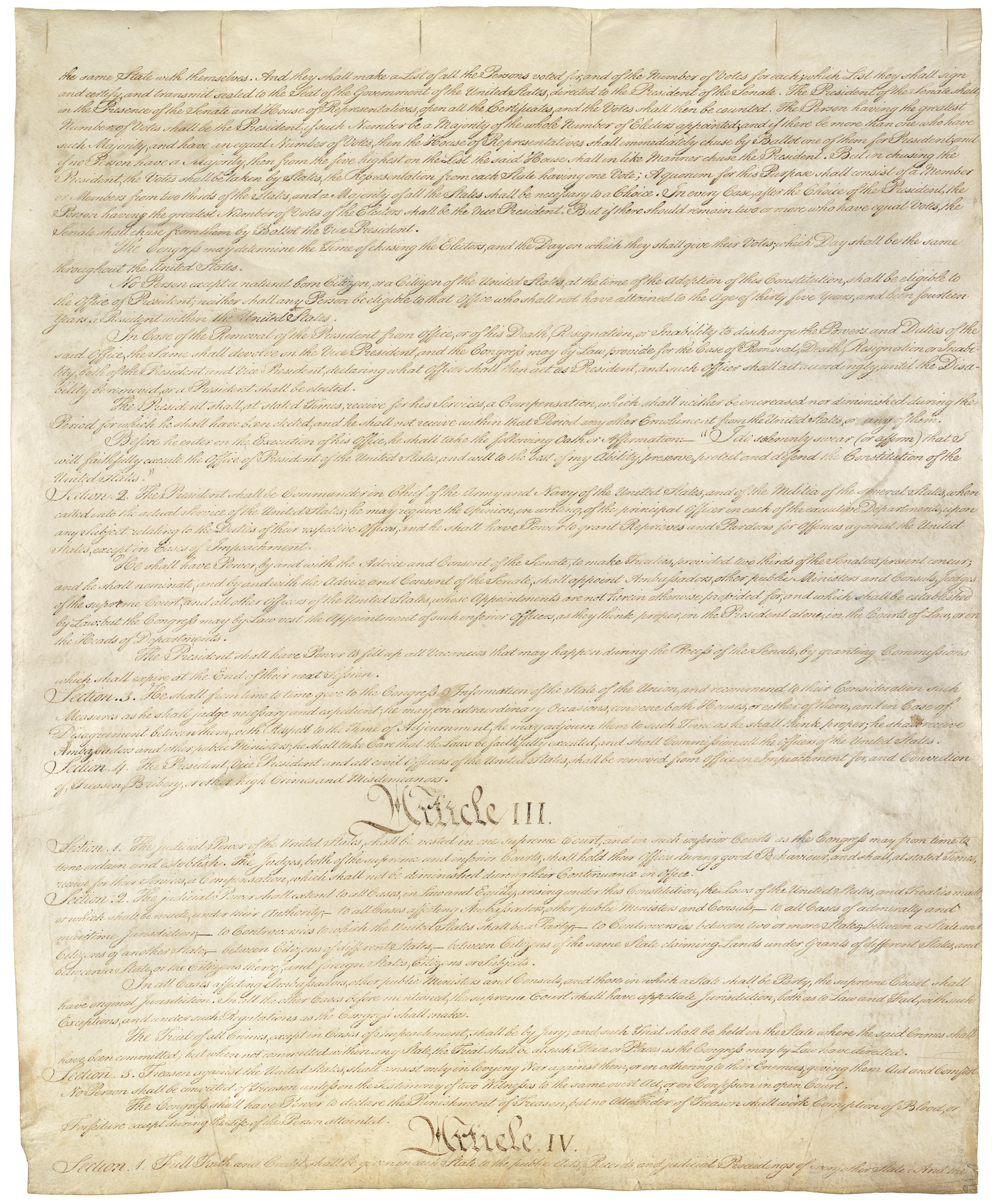
3쪽
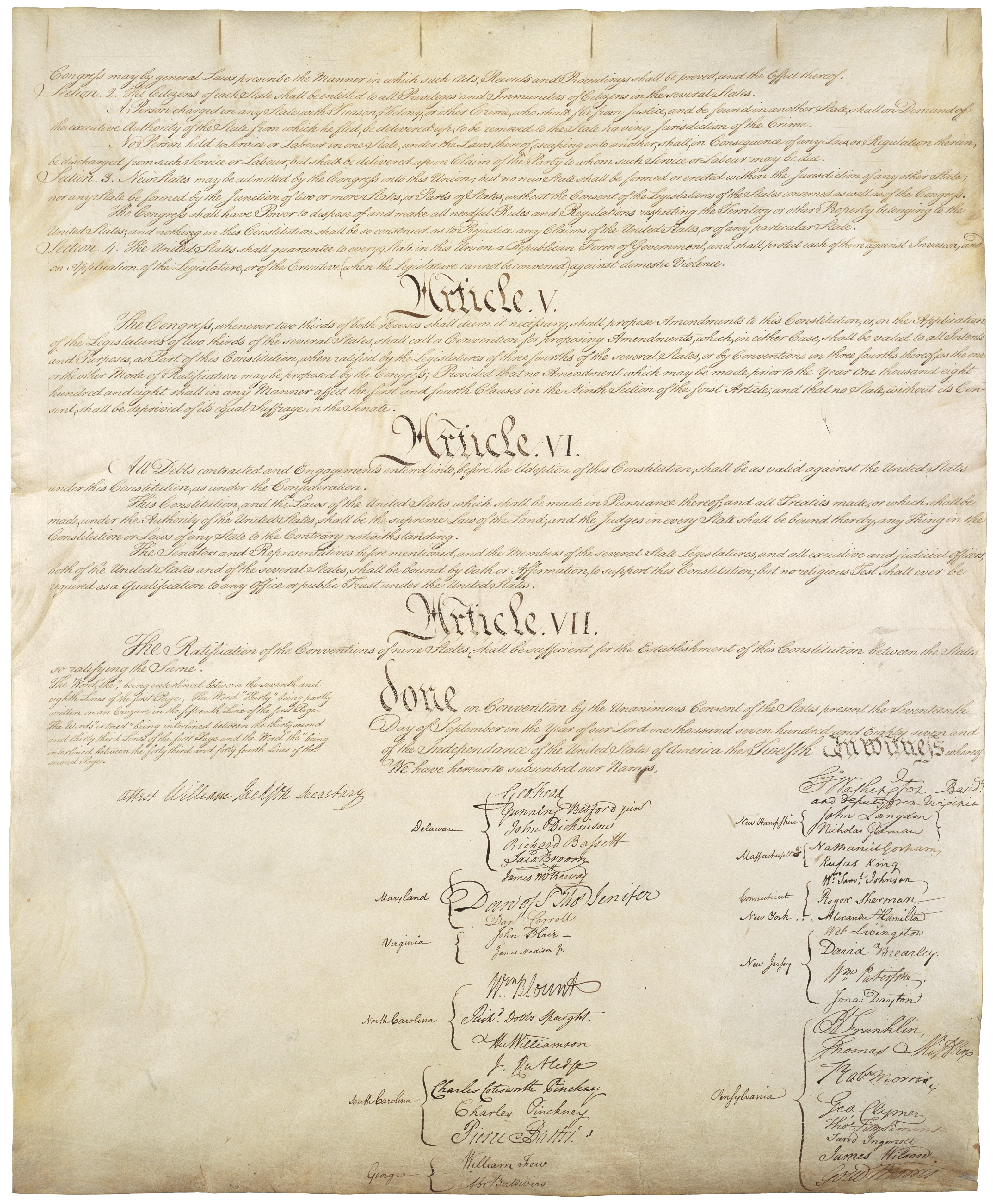
4쪽

## 특징

### 성문법과 불문법의 혼합
성문법과 불문법이 동시에 존재하며 이는 불문법만의 영국이나 불문법은 보조적 존재에 불과한 대륙법 국가와 구별된다.

### 성문헌법
미국의 성문헌법은 1787년에 채택되고 1788년에 발효된 미국헌법전(The Constitution of the United States of America)을 말한다. 미국헌법전은 전문, 총 7개조의 본문과 총 27개의 개정조문으로 구성되어 있다. 개정조문은 미국헌법전의 본문을 다른 내용으로 개정하거나 또는 본문의 내용은 그대로 유지한 채 새로운 헌법조항을 추가·증보하고 있다.

### 불문헌법
불문헌법이란 미국의 법원이 헌법에 관한 해석과 판결을 통하여 정립한 판례상의 원칙이다. 미국 법원은 헌법의 해석을 통해 무수한 불문헌법을 창조하였고 미국에서 성문헌법전은 상징적 형식적인 존재에 불과하다. 휴즈 판사는 심지어 "판사가 헌법이라고 말하는 것이 바로 헌법이다"라고 하였다.

### 국가권력 제한
중앙정부의 전횡을 막기 위해 주마다 독립적인 헌법과 사법제도를 두게 하였으며 법관의 자의적 판단을 막기 위해 배심원 제도를 두었다. 검사의 기소권 남용을 막기 위해 대배심원 제도를 두고 사법 공정성의 최후의 보루로 연방대법원을 설치하였으며 사법부의 독립성을 보장하기 위해 연방 대법관은 종신임기로 하고 보수를 의회가 삭감하지 못하도록 정하였다.
연방헌법개정에는 구성주 의회의 3/4이상의 찬성을 얻어야 한다(헌법개정 국민투표는 없다.).

### 종교의 자유
제정된 헌법에서 종교와 종교의 자유에 대하여는 두가지 언급외에는 전반적으로 침묵하고 있다.  제1조 7절에서 입법과정에서 대통령이 거부한 법안이 열흘내(일요일은 제외)에 다시 돌아오지 못하도록 정하였다. 여기서 일요일은 기독교의 주일을 의미한다.  제6조에서 공직자를 선출하는 기준에서 종교에 따른 시험을 치르지 않도록 하였다.  이것은 연방정부의 권한은 종교의 자유권에 대하여 개인과, 주정부의 권리로 놓아둠으로 종교에 대한 간섭을 극소화하기 위한 것이다.

## 수정안
수정조항은 수정 제1조에서 수정 제27조까지다. 제1수정에서 제27수정으로 부르는 사람도 있다. 최초 10조는 권리 장전이라고 불리며, 동시에 수정이 이뤄졌다. 그 이후 17조항은 각각 다른 기회에 수정이 이뤄졌다.

### 권리 장전(수정 제1조 - 제10조)

미국 국립문서기록관리청에 보관된 권리 장전

권리 장전은 미국 헌법의 최초 10번째 수정 조안이다. 이것은 1788년에 발효된 헌법에 대해 각 주가의 헌법 비준 회의와 토머스 제퍼슨(프랑스 주재 대사였기 때문에 헌법 제정 회의 대의원이 아니었다)과 같은 저명한 정치가가 중앙 정부에 의한 독재가 될 수도 있다는 비판을 받고 제안된 것으로, 연방 정부의 권한을 제한하는 내용이었다. 이 수정안은 1789년에 의회에 상정되어 그 시점에서는 12개의 수정 조항으로 이루어져 있었다. 1791년까지 규정 이상의 주가 10개조를 비준했으며, 10가지 조건이 헌법에 추가되어 권리 장전이라고도 불렀다.
제정 초기에 권리 장전은 각 주에는 적용되지 않는다고 해석되고 있었다. "연방 의회는 ......"라고 규정하고 수정 제1조처럼 연방에만 규정되는 것이 분명한 규정도 일부 있었다. (따라서 건국 초기의 일부 주에서는 주 종교를 정하고 있었지만, 이것은 수정 제1조에는 저촉되지 않았다). 다른 많은 조항들에 대해서 주에 적용되는지 여부를 명문으로는 규정하지 않았지만, 수정 헌법 제14조를 비준하는 1868년까지 각 주에는 적용되지 않는다는 해석이 일반적이었다. 수정 제14조는 다음과 같이 규정하고 적법 절차와 평등 보호에 대해서는 주에 대한 제약이 미치게 되었다.
어떤 주도 미국 시민의 특권 또는 면제 권한을 제한하는 법을 만들거나 강제해서는 안된다. 또한 어떠한 주도 적법한 절차 없이 개인의 생명, 자유 또는 재산을 박탈해서는 안된다. 게다가 그 관할 내에 있는 어떠한 사람도 법의 평등한 보호를 거부해서는 안된다.

무엇보다, 수정 헌법 14조에 따라 주에 부과된 제약과 권리 장전에 의해 연방에 부과되는 제약과의 관계는 논란의 대상이었다. 연방 대법원은 당초 수정 헌법 제14조는 권리 장전과 무관하게 기본권(fundamental right)을 보장한 것으로 해석했다. 그러나 1960년대에 들어서면서, 워런 코트 하의 대법원에서 권리 장전에 의해 보장되는 권리 중 기본적인(fundamental) 것이 수정 헌법 제14조를 통해 고스란히 (whole and intact) 주에 대한 제약이 된다는 ‘선택적 시행 해석’(selective incorporation interpretation)이 다수 의견을 차지하게 되었다.
그 결과 권리 장전 중 수정 헌법 제2조(인민 무장 권한), 수정 헌법 제3조(육군 근무처에 대한 제한), 수정 헌법 제5조의 일부 (대배심의 보장) 및 수정 헌법 제7조(민사 배심원의 보장) 같은 조항을 제외한 대부분의 규정은 주와의 관계에서도 보장 되게 되었다. 그러나 수정 헌법 제6조 중 관할 범죄지(vicinage)의 배심원에 의한 재판 보장, 수정 헌법 제8조 중 과도한 보석금이나 벌금 금지에 대한 대법원의 판례는 나와 있지 않았다. 또한 선택적으로 논란의 대상이 되지 않았던 권리도 종전의 해석에 있어서 기본권으로 보장되고 있을 경우, 별도의 적법 절차 보장 (free-standing due process)으로서 일정한 보장을 받을 수 있었다.
권리 장전은 위와 같이 1789년에 상정된 12개 수정 조항 가운데 나중에 10개 조항이었다. 12개조항 중 두 번째 조항은 상하원 의원들에게 지급되는 보수에 관한 것이며, 200년 후 1992년 수정 헌법 제27조로 비준되었다. 첫 번째 조항은 지금도 의회의 비준 대상이 남아 있으며, 10년마다 인구조사를 하여 하원 의원의 정수를 조정하는 것이다. 이 안건을 최근에 비준한 주는 1792년 켄터키 주였으며, 주로 승격한 첫 달에 비준한 것이었다.
- 수정 헌법 제1조 : 종교, 언론, 출판, 집회의 자유 , 청원 권한
- 수정 헌법 제2조 : 국민 무장 권한
- 수정 헌법 제3조 : 군대의 근무처에 대한 제한
- 수정 헌법 제4조 : 불합리한 수색, 체포, 압수 금지
- 수정 헌법 제5조 : 대배심 보장, 이중 처벌 금지, 적법 절차, 재산권 보장
- 수정 헌법 제6조 : 배심원 신속한 공개 재판 기타 형사 상의 인권 보장
- 수정 헌법 제7조 : 민사 사건의 배심원 심리 보장
- 수정 헌법 제8조 : 잔인하고, 이상한 형벌의 금지 등
- 수정 헌법 제9조 : 국민의 권리에 관한 일반 조건
- 수정 헌법 제10조 : 주와 국민에 유보된 권한

### 이후의 수정 조항 (제11조 – 제27조)
수정 헌법 제11조 이후의 조항은 많은 주제를 다루고 있다. 그 중에서도 개인과 시민의 자유와 정치적 자유를 확대한 것이 많았고, 일부는 기본적인 정부의 구조를 바꾸는 것이 있었다. 수정 헌법 제21조는 수정 헌법 제18조를 철폐하는 것이므로, 27개 수정안 중 26개가 현재 효력을 발생하고 있다. 괄호 안은 비준 완료, 성립된 년도를 나타낸다.
- 수정 헌법 제11조 : 각 주의 주권의 포기 (1795년)
- 수정 헌법 제12조 : 대통령과 부통령 선거에서 선거인 투표 규정 (1804년)
- 수정 헌법 제13조 : 노예제 폐지 (1865년)
- 수정 헌법 제14조 : 인권의 정의, 시민의 특권 · 면제, 적법 절차의 권리와 법 아래 평등 국가에 의한 침해 금지와 하원 의원 정수 규정 (1868년)
- 수정 헌법 제15조 : 흑인 참정권 규정 (1870년)
- 수정 헌법 제16조 : 소득세의 과세 (1913년)
- 수정 헌법 제17조 : 상원 의원의 선출 규정 (1913년)
- 수정 헌법 제18조 : 금주법 제정 (1919년)
- 수정 헌법 제19조 : 여성 참정권 (1920년)
- 수정 헌법 제20조 : 미국 의회의 회기와 대통령 임기와 상속 규정 (1933년)
- 수정 헌법 제21조 : 수정 헌법 제18조 (금주법)의 폐지 (1933년)
- 수정 헌법 제22조 : 대통령의 당선 횟수를 2기로 제한 (1951년)
- 수정 헌법 제23조 : 콜럼비아 특별 행정구에 대통령 선거를 인정하는 규정 (1961년)
- 수정 헌법 제24조 : 인두세 등 세금 납부 여부를 이유로 대통령, 연방 의회 등의 선거권을 제한하는 것이 금지 (1964년)
- 수정 헌법 제25조 : 대통령이 공석일 때의 부통령의 승계 규정과 부통령이 결원일 경우에 그것을 채우는 규정 (1967년)
- 수정 헌법 제26조 : 18세 이상 선거권 부여 (1971년)
- 수정 헌법 제27조 : 미국 의회 의원의 보수 변경 규정 (1992년)

### 비준되지 않은 수정안
1789년 헌법 제정 이후 1만건 이상의 수정안이 국회에 제출되었다. 최근 몇 년을 봐도 매년 100건에서 200건이 출원되어 있다. 이들의 대다수는 의회위원회 단계에서 안건 폐지되고, 의회에서 심의되어 비준 청구까지 가는 것이 수는 더 적어진다. 수정안 제안자는 안건이 폐지되어도 제5조의 개정 규정의 대안(헌법 회의의 청구)에서 다시 제안할 수도 있지만, 적용까지 이르는 길은 험하다. 2건만이 의회에서 제안하는 형태를 취했다. 하나는 1960년 의원 정수 배분 개정안이며, 1970년대에서 1980년대의 연방 예산의 균형에 관한 것이었다. 이들은 2개는 주 의회에서만 채택되었지만, 그 후의 진전은 없었다.
비준이 청구된 것은 총 33건이고, 이것들 중 위에서 언급된 27건이 통과되었고, 6개 수정안은 3/4 정족을 충족하지 못했다. 이 중 4건은 지금도 "진행 중"에 있다. 수정 제18조 이후는 약간의 예외를 제외하고 법 성립을 위한 최종 기한이 설정되어 있지만, 이전 것은 기한이 없기 때문에 진행이 되고 있는 것이다.
수정 헌법으로 확정되지 못한 것으로는 ERA (Equal Rights Amendment, 남녀평등 헌법 수정안)이 있다. 이 수정안은 1923년에 조항이 초안되어, 1972년에 미국 의회에서 통과되었지만, 1982년까지 통과에 필요한 전체 (전체 주의 3/4에 해당하는 50주 중 38주)의 의회의 비준을 얻지 못하고, 부결되었다.

## 사상가
미국 헌법은 헌법제정회의에서 제정되었다. 이 회의를 주도한 인물은 제임스 매디슨(제4대 대통령)과 그의 친구 알렉산더 해밀턴이었다. 연방주의자 논집의 편집자였던 이들의 가장 큰 관심사는 다수 대중의 횡포로부터 소수를 보호하는 문제였다.
미국 헌법은 제임스 매디슨의 생각이 구체화된 것이라고 해도 지나치지 않다. 그는 1787년의 논쟁에서, 민주제보다는 대의제와 같은 것으로 이해되는 공화제를 선호하였다. 공화제 정부이념의 창시자이자 유일한 변호자였다. 즉, 그는 민주제란 개개의 사람들이 모여 몸소 통치를 하는 것이라고 보았고, 공화제는 그들이 모여 그들의 대표자와 집행자들이 통치를 하도록 하는 것이라고 하였다.
알렉산더 해밀턴은 영국의 귀족주의를 열렬히 찬미하고 숭배하였으며, 민주주의가 국민들의 변덕과 감정적이고 충동적인 분위기에 의해 좌우되는 통치라고 이해하였다. 동료인 제임스 매디슨과 달리, 미국 상원을 국민의 대표가 아니라, 귀족의 대표라고 보았다.

## 헌법관련 주요 판례
- 하인스 대 데이비도윗츠 사건
- 매카들 사건
- 마베리 대 매디슨 사건
- 맥컬록 대 메릴랜드주 사건

## 같이 보기
- 미국의 주법

## 관련 문헌
- 장호순, 《미국 헌법과 인권의 역사 (개정판)》개마고원, 2007. (ISBN 978-89-5769-054-3)
- 로버트 달, 《미국헌법과 민주주의 (How democratic is the American constitution?)》 후마니타스, 2004. (ISBN 89-90106-07-9)
- JOHN E.NOWAK 외, 《표현의 자유와 미국헌법 (Freedom of speech)》한국학술정보, 2007. (ISBN 978-89-534-7009-5)
- 정경희, 《중도의 정치 : 미국 헌법 제정사 》서울대학교출판부, 2001. (ISBN 89-521-0336-X)
- 찰스 A. 비어드, 《미국헌법의 경제적 해석 (An economic interpretation of the constitution of the United States)》 신서원, 1997. (ISBN 89-7940-608-8)
- 문홍주, 《미국헌법과 기본적 인권》유풍출판사, 2002. (ISBN 89-7321-114-5)
- 칼밴 도렌, 《미국헌법을 만든 사람들의 이야기 (The great rehearsal)》홍익출판사, 2000. ISBN 89-7826-052-7
- 윤명선, 《미국헌법과 통치구조》유스북, 2006. (ISBN 89-91430-11-2)
- 아베 타케마츠, 《미국헌법과 민주제도 アメリカ憲法と民主制度》세종출판사(이길안), 2005. ISBN 89-7943-836-2
- [박종보, 미국헌법이 한국헌법에 미친 영향]